# Popłyniemy daleko
Popłyniemy daleko – pierwszy album solowy polskiej wokalistki Alexandry, wydany 7 lutego 2012 roku przez wytwórnię płytową EMI Music Poland. Album zawiera 11 premierowych kompozycji oraz jeden bonusowy utwór w wersji akustycznej. 
Pierwszym singlem promującym płytę została tytułowa piosenka „Popłyniemy daleko”, do której nakręcono teledysk. W serwisie YouTube utwór odsłuchano ponad 4 miliony razy w ciągu czterech miesięcy.
Płyta dotarła do 15. miejsca listy OLiS i osiągnęła status złotej.

## Lista utworów
Sporządzono na podstawie materiału źródłowego.
1. „Nie będę Twoja”
2. „Popłyniemy daleko”
3. „Mówisz mi, że przepraszasz”
4. „Zawsze będziesz w moich snach”
5. „Moje oczy są niebieskie”
6. „Czy pamiętasz jak...”
7. „W Twych ramionach jestem znów”
8. „Ile jeszcze czasu?”
9. „Na ile wyceniasz mnie?”
10. „Zasypana śniegiem zima”
11. „Zawsze będziesz w moich snach” (feat. Majk-On)
12. „Popłyniemy daleko” (acoustic version)